# Trypetoptera punctulata
Trypetoptera punctulata je druh dvoukřídlého hmyzu z čeledi vláhomilkovití. Je to jediný druh rodu Trypetoptera, který se vyskytuje v ČR, zároveň je to na území ČR běžný druh.

## Popis
Délka těla Trypetoptera punctulata se pohybuje v rozmezí. 5–7 mm. Křídla jsou průhledná a typicky pokrytá tmavými skvrnami, na světle hnědém zadečku jsou rovněž tmavé skvrny. Hlava má světle hnědé zbarvení, oči jsou červené, daleko od sebe, a to u samců i samic. Štít a kyvadélka jsou světle hnědá. Tykadla směřují dopředu (což je typické pro celou čeleď vláhomilkovití). Nohy jsou žlutohnědé.

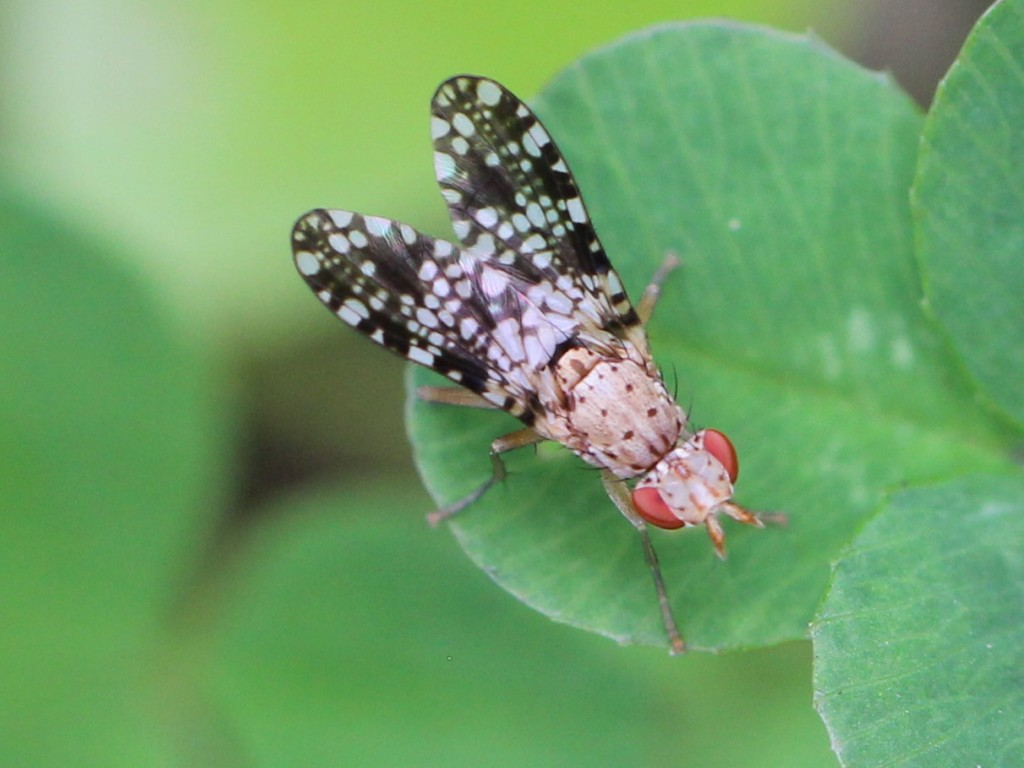
Pohled shora
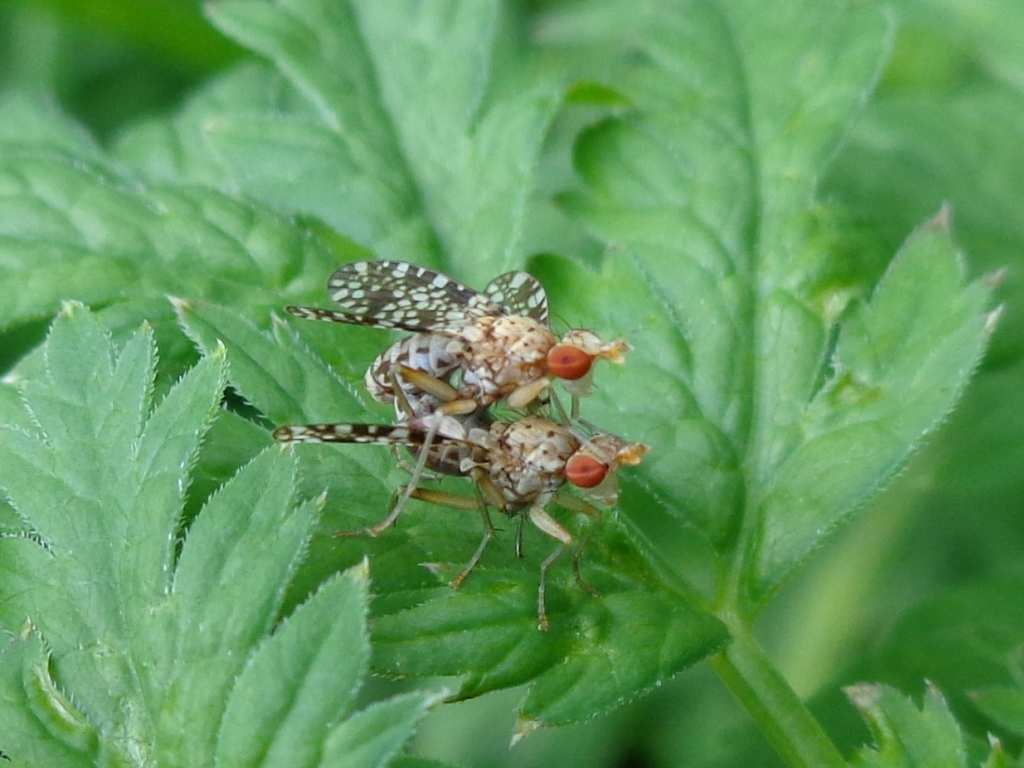
Pářící se jedinci

## Rozšíření
Trypetoptera punctulata je palearktický druh, vyskytuje se zejména v mírném pásu Evropy a Střední Asie. Preferuje suché biotopy, což je u čeledi vláhomilkovití netypické. Je aktivní od května do října.

## Potrava
Stejně jako další druhy z čeledi vláhomilkovití se larvy Trypetoptera punctulata živí mladými jedinci z čeledi hlemýžďovitých (Helicidae).